# Raión de Bajchisarái
El raión de Bajchisarái (en ucraniano: Бахчисарайський район, en ruso: Бахчисарайский район) es un raión o distrito de la República Autónoma de Crimea de Ucrania o República de Crimea, perteneciente a Rusia. Es una de las 25 regiones de esta república. Y segunda área más grande de la región de Crimea.
El raión de Bajchisarái se encuentra en la parte suroeste de la península. Dos tercios de la superficie del raión es montañoso, mientras que la parte noroeste de la región está ocupado por la llanura costera. Bañado por la aguas del mar Negro en la parte noroeste.

## Lugares de interés
El raión contiene un gran número de monumentos históricos de la época antigua y medieval de Crimea. El centro administrativo del raión es Bajchisarái, que en el pasado fue la capital del Kanato de Crimea. Además, el Observatorio Astrofísico de Crimea se encuentra en la localidad de Nauchniy.
Algunas de las importantes atracciones ubicadas en el raión:
- Palacio del Kan de Bajchisarái
- La "ciudad-cueva" de Çufut Qale
- La "ciudad-cueva" de Eski Kermen
- La antigua fortaleza de Mangup
- La "ciudad-cueva" de Tepe Kermen
- El Monasterio cueva de la Asunción[3]

## Localidades
La composición del distrito Bajchisarái incluye 1 ciudad, Bajchisarái, 3 pueblos: Kuibysheve, Nauchnyi y Poshtove. 79 pueblos pequeños y 2 aldeas, que se combinan en 18 comunidades administrativas.

| 1 - Ayuntamiento de Bajchisarái - Bajchisarái - Nauchnyi 2 - Comunidad de Aromatnensky - Aromatne - Victorivka - Malovydne - Repino - Rozove 3 - Comunidad de Verkhniorichensky - Verkhniorichia - Bashtanivka - Kudrine - Mashine - Predushchel'ne - Sinapne 4 - Comunidad de Vylynsky - Vylyne - Rozsadne 5 - Comunidad de Golubynsky - Golubynka - Aromat - Bagata Ushchelyna - Nizhnia Golubynka - Novopilia - Polyana - Putylivka - Sokolyne - Soniachnosilia 6 - Comunidad de Dolinnensky - Dolinne - Novenke - Furmanivka | 7 - Comunidad de Zaliznychnensky - Zaliznychne - Bilokamianne - Dachne - Mostove - Richne - Siren - Turgenevka 8 - Comunidad de Zelenivsky - Zelene - Bogatyr - Mnogorichia - Nagirne - Plotinne - Schaslyve 9 - Comunidad de Kashtanivsky - Kashtany - Kochergine - Otradne - Shevchenkove 10 - Comunidad de Krasnomaksky - Krasnyy Mak - Zalisne - Khodzha-Sala - Kholmivka 11 - Comunidad de Kuibyshev - Kuibysheve - Velyke Sadove - Vysoke - Male Sadove - Novoul'yanivka - Tankove 12 - Comunidad de Peschanivsky - Peschane - Beregove | 13 - Comunidad de Plodivsky - Plodove - Brianske - Girka - Dorozhne - Dubrovka 14 - Comunidad de Pochtovskaya - Poshtove - Zavitne - Zubakine - Kazanki - Malinivka - Novovasylivka - Novopavlivka - Priyatne Svidania - Rostuche - Samokhvalovo - Sevastianivka - Stal'ne - Topoli 15 - Comunidad de Skalystovsky - Skalyste - Glubokiy Yar - Prokhladne - Trudolyubivka 16 - Comunidad de Tabachnensky - Tabachne 17 - Comunidad de Tinystovski - Tinyste - Ayvove - Krasna Zorya - Nekrasivka - Suvorove 18 - Comunidad de Uglovsky - Uglove |

## Demografía
Según la estimación del año 2010, contaba con una población total de 92,542 habitantes.

## Otros datos
El código KOATUU fue 	120400000. El código postal 98400 o 298400, el prefijo telefónico +380 6554 o +7 36554.